# Мологино (Тверская область)
Моло́гино — деревня в Ржевском муниципальном округе Тверской области России.

## География
Деревня находится в южной части Тверской области, в зоне хвойно-широколиственных лесов, в пределах южной части Валдайской возвышенности, на левом берегу реки Итомли, на расстоянии примерно 16 км к западу от деревни Итомля, центра одноимённого сельского поселения, в 27 километров (по прямой) к северу от города Ржева, административного центра района. В 18 км к северу — село Луковниково.

### Климат
Климат характеризуется как умеренно континентальный, с относительно мягкой снежной зимой и умеренно прохладным влажным летом. Среднегодовая температура воздуха — 3,4 °C. Средняя температура воздуха самого холодного месяца (января) — −8,8 °C (абсолютный минимум — −32 °C), средняя температура самого тёплого (июля) — 17 °С (абсолютный максимум — 36 °С). Вегетационный период длится около 130 дней. Годовое количество атмосферных осадков составляет в среднем 612 мм, из которых большая часть выпадает в тёплый период. Снежный покров держится в течение 144 дней.

## История
Мологино основано, по преданию, в XIII веке выходцами с реки Мологи.
В XIX — начале XX века Мологино большое торговое село на тракте Ржев—Торжок. В 1859 году в казённом селе Мологино Старицкого уезда 60 дворов, 487 жителей. В 1886 году в селе 97 дворов, 538 жителей; здесь церковь, сельское училище, 4 мелочных лавки, винная и чайная лавки, 2 красильни, 3 кузницы, шерстобойная и сапожная мастерские; волостное правление (в  Мологинской волости Старицкого уезда — 24 селения, 5986 жителей).
Преображенская церковь в Мологино, построена в 1815 году (разрушена в 1941 году), в Мологинском приходе в 1914 году деревни Горбыль, Колупаево, Кресты, Рудница, Михайлики, Аполево, Малиновка, Салькино, Зальково, Озерютино, Березка, Флорово — всего 4419 жителей (1914 год).

Перед войной в селе 144 двора, колхоз, леспромхоз, школа, больница, ветлечебница, клуб, библиотека, отделения связи, пекарня, магазины: сельмаг, водочный, керосиновый, магазин леспромхоза, чайная.
В годы Великой Отечественной войны гитлеровские войска вошли в Мологино 15 октября 1941 года. Отойдя от Ржева, на рубеже Кресты-Мологино-Аполево-Фролово советские войска попытались остановить наступление немцев на Торжок. До 19 октября сдерживала натиск врага на этом рубеже 178-я стрелковая дивизия. Освобождено Мологино 1 января 1942 года. Перед отступлением немцы успели сжечь почти все уцелевшие дома в селе. 2,5 месяца Мологино было под оккупацией, ещё 14 месяцев — в прифронтовой полосе Ржевской битвы.
В 1960-1980-е годы Антонин Раменский, родственники которого преподавали в мологинской школы, сделал Мологино центральным мифологическим локусом своей мистификации о большом культурно-просветительном значении его семьи (Учительская династия Раменских), якобы основавшей в деревне школу ещё в 1763 году. К Мологину были приурочены многочисленные фальсификаты Раменского, в том числе поддельные записи Пушкина на якобы подаренной его предку книге. В деревне благодаря мифу Раменского был открыт бюст Пушкина (копия бюста работы И. П. Витали), сохранившийся до сих пор.
После войны село стало деревней. Постепенно перестали существовать школа, сельсовет, здравпункт, ветлечебница.

### Административно-территориальная принадлежность
В 1924 году Мологино центр сельсовета Панинской волости Ржевского уезда, в 1929 году  Мологинский сельсовет вошёл в состав Луковниковского района, с 1935 года — в Калининской области.	
С 1960 года деревня в составе Ржевского района. Вхождила в состав Озерютинского сельсовета.
До 2006 года входила в состав Озерютинского сельского округа. В 2006—2022 — в составе сельского поселения «Итомля». После его упразднения — в составе Ржевский муниципального округа.

## Население
| 1859 | 1886 | 2002 | 2008 | 2010 |
| ---- | ---- | ---- | ---- | ---- |
| 487  | ↗538 | ↘3   | ↘2   | ↘1   |

### Историческая численность населения
По переписи 1920 года в селе 596 жителей. В 1997 году  8 жителей. Население по переписи 2002 года  — 3 человека, 1 мужчина, 2 женщины.

## Инфраструктура
Личное подсобное хозяйство с зоной сельскохозяйственного использования, индивидуальная застройка усадебного типа. В 1997 году в Мологино 7 хозяйств.

## Воинское захоронение
Братское кладбище советских воинов, павших в боях с фашистами, 1941—1943 г.г.. Дата создания — 1954—1956 г.г.
Мемориал на братской могиле обустроен по инициативе омского рабочего Михаила Бородулина, ему также удалось установить несколько десятков имен погибших, которые нанесены на мемориальные доски.
По данным администрации Ржевского района на 2012 год, в братской могиле в деревне Мологино 2495 захороненных, из них имена установлены у 1135.

## Транспорт
Деревня доступна автотранспортом.  